# Aérodrome de Maintirano
L'aérodrome de Maintirano est un aérodrome à Maintirano, ville de la côte occidentale de Madagascar dans la région du Melaky située à environ 600 kilomètres à l'ouest de la capitale Antananarivo.

## Situation
| \| 30 km1:4 466 000 \| Ambalabe Ambalavao Ambatomainty Ambatondrazaka Ambilobe Ambohijanahary Majunga · Mahajanga Ampampamena Ampanihy Analalava Andapa Andavadoaka Ankaizina Ankavandra Ankazoabo Antsalova Antsirabato Antsirabe Antsoa Diégo Suarez · Antsiranana Befandriana · Avaratra Bekily Belo sur · Tsiribihina Besalampy Betioky Doany Farafangana Nosy Be · Fascene Fianarantsoa Ihosy Ilaka-Est Tananarive · Antananarivo Mahanoro Maintirano Malaimbandy Mampikony Manakara Mananara Nord Mananjary Mandabe Mandritsara Manja Maroantsetra Miandrivazo Morafenobe Morombe Morondava Port-Bergé Sainte · Marie Samangoky Sambava Soalala Fort-Dauphin · Tôlanaro Tambohorano Tamatave · Toamasina Tuléar · Toliara Tsaratanana Tsiroanomandidy Vangaindrano Vatomandry Vohémar · Vohimarina |
| 30 km1:4 466 000 |

Les aérodromes en gras ont des liaisons régulières commerciales